# Wilfried Westphal
Wilfried Westphal (* 6. August 1941; † vor August 2025) war ein deutscher Ethnologe, Ägyptologe und Autor.

## Leben
Westphal wurde 1971 an der Universität Hamburg über Exogener soziokultureller Wandel bei den Lakandonen (Mexiko). Eine Studie zur Problematik der nationalen Integration in den Entwicklungsländern promoviert. Er hatte Lehraufträge an der Universität Bonn. Wiederholt war Westphal in der sog. Entwicklungszusammenarbeit tätig.
Westphal lebte in Bonn.

## Werk
Seine Geschichte der deutschen Kolonien (1984) wurde durch die akademische Geschichtswissenschaft nicht als „Standardwerk“ gewertet und in einer Rezension von 1986 als nicht frei von „gewissen Anflügen einer journalistischen Sensationslust“ bezeichnet.

## Schriften (Auswahl)
- Lacandonia. Ein Volk stirbt im Dschungel. Flamberg-Verlag, Zürich 1972, ISBN 3-7179-2095-2.
- Exogener soziokultureller Wandel bei den Lakandonen (Mexiko). Eine Studie zur Problematik der nationalen Integration in den Entwicklungsländern (= Beiträge zur mittelamerikanischen Völkerkunde. Band 12). Museum für Völkerkunde, Hamburg 1973 (Zugleich: Dissertation, Universität Hamburg, 1971).
- Die Maya. Volk im Schatten seiner Väter. Bertelsmann, München 1977, ISBN 3-570-01255-7.
- Herrscher zwischen Indus und Ganges. Das britische Kolonialreich in Indien. Bertelsmann, München 1980, ISBN 3-570-01255-7.
- Krisenherd Mittelamerika. Versklavung und Befreiung. Ullstein, Frankfurt am Main 1982, ISBN 3-550-07954-0.
- Geschichte der deutschen Kolonien. Bertelsmann, München 1984, ISBN 3-8112-0905-1.
- Unter den Schwingen des Kondors. Das Reich der Inka gestern und heute. Bertelsmann, München 1985, ISBN 3-570-03448-8 (Spätere Ausgabe u. d. T.: Rätselhafte Inka. Gondrom, Bindlach 1998, ISBN 3-8112-1630-9.).
- „Einst wird kommen ein König ...“: Artus – Wahrheit und Legende. Westermann, Braunschweig 1989, ISBN 3-07-509039-5 (Spätere Ausgabe u. d. T.: Artus, König von Camelot. Wahrheit und Legende. Seehamer, Weyarn 2000, ISBN 3-934058-41-8.).
- Der Adler auf dem Kaktus. Die Geschichte der Azteken von den Anfängen bis zur Gegenwart. Westermann, Braunschweig 1990, ISBN 3-07-509211-8.
- Die Mayaforschung. Geschichte, Methoden, Ergebnisse (= Iberoamericana. Reihe 3: Monographien und Aufsätze. Band 37). Vervuert, Frankfurt am Main 1991, ISBN 3-89354-837-8.
- Das letzte Paradies. Countdown am Amazonas. Westermann, Braunschweig 1991, ISBN 3-07-508968-0.
- Pharaos Erben. Die alten Ägypter gestern und heute. Westermann, Braunschweig 1992, ISBN 3-07-509501-X.
- Die Azteken. Ihre Geschichte von den Anfängen bis heute. Bastei-Lübbe, Bergisch Gladbach 1992, ISBN 3-404-64113-2.
- Dein Bild in meinem Herzen. Roman. Salzer, Heilbron 1995, ISBN 978-3-7936-0334-4.
- Sturm über dem Nil. Der Mahdi-Aufstand. Aus den Anfängen des islamischen Fundamentalismus. Thorbecke, Sigmaringen 1998, ISBN 3-89340-025-7 (Spätere Ausgabe: Parkland, Köln 2002, ISBN 3-89340-025-7.).
- Die Töchter der Kleopatra. Frauen in Ägypten; von den Pharaonen bis heute. Artemis und Winkler, Düsseldorf / Zürich 2000, ISBN 978-3-538-07105-6.
- Tochter des Sultans. Die Reisen der Alexandrine Tinne. Thorbecke, Stuttgart 2002, ISBN 3-7995-0105-3.
- Die Erwählte des Palastes. Aus der Glanzzeit des Islam in Indien. Die Geschichte des Tadsch Mahal. Thorbecke, Stuttgart 2002, ISBN 978-3-7995-0108-8.
- Unter der grünen Fahne des Propheten. Das Weltreich der Araber 633–1258. Magnus, Essen 2004, ISBN 3-88400-502-2.
- Trommeln am Kongo. Der Fluch des Schwarzen Kontinents. Magnus, Essen 2004, ISBN 3-88400-500-6.
- Königinnen der Nacht. Vom Glanz und Elend käuflicher Liebe. Magnus, Essen 2004, ISBN 3-88400-501-4.
- Shivas Töchter. Geschichte der Frau in Indien. Thorbecke, Ostfildern 2006, ISBN 3-7995-0168-1.
- Richard Löwenherz und Saladin. Der dritte Kreuzzug. Thorbecke, Ostfildern 2006, ISBN 3-7995-0162-2.
- Heiliger Krieg und Frohe Botschaft. Islam und Christentum: der große Gegensatz. Lindenbaum, Beltheim-Schnellbach 2015, ISBN 978-3-938176-55-9.
- Ein Septembermärchen. Die Deutschen und ihre Flüchtlinge. Protokoll eines Staatsversagens. Lindenbaum, Beltheim-Schnellbach 2016, ISBN  	978-3-938176-59-7.
- Von Mohren und Indianern. Die Rassismusdebatte: eine Replik. Gerhard-Hess-Verlag, Uhingen 2023, ISBN 978-3-87336-801-9.